# Papyrus 114
Papyrus 114 (volgens de nummering van Gregory-Aland) of {\displaystyle {\mathfrak {P}}^{114}}, of P. Oxy. 4498, is een fragment van een oud Grieks afschrift van het Nieuwe Testament op papyrus. Het bevat Hebreeën 1:7-12. Op grond vanschrifttype wordt door het (Institute for New Testament Textual Research,INTF) een ontstaan in de 3e eeuw aangenomen. Het handschrift wordt bewaard in de Papyrologie Kamers, van de Sackler Library te Oxford University plank nummer P. Oxy. 4498 er één is.

## Tekst
The Griekse tekst van deze codex is te weinig om te kunnen typeren.
- In Hebreeën 1:9 is σου ο ΘΣ een unieke lezing. Alle andere handschriften hebben ο ΘΣ σου.
- In Hebreeën 1:12 geeft het ως ιματιον zoals Papyrus 46, Codex Sinaiticus, Codex Alexandrinus, en Codex Vaticanus. Codex Claromontanus, Codex Mosquensis I, Codex Angelicus, Codex Porphyrianus, Codex Athous Laurensis en de handschriften van de Byzantijnse tekst laten deze woorden weg.[1]

## Officiële registratie
- "Continuation of the Manuscript List" Institute for New Testament Textual Research, University of Münster. Retrieved April 9, 2008.